# Lluís Llach
Lluís Llach i Grande (/ʎuˈiz ˈʎak i ˈgran.də/) (né le 7 mai 1948 à Gérone, en Catalogne) est un homme politique espagnol, et ancien chanteur et compositeur. Il est une des figures de proue du combat pour la culture catalane contre le franquisme ; ainsi, il est un des animateurs de la Nova Cançó et devient le dernier membre à avoir rejoint le groupe Els Setze Jutges. Du fait de cet engagement qui l'a conduit à l'exil, il est considéré en Pays catalans comme une référence non seulement musicale mais également morale, surtout à gauche. 
Sa chanson L'Estaca devient un véritable hymne libertaire catalan. Aux élections de 2015 au parlement de Catalogne, il conduit la coalition indépendantiste Ensemble pour le oui dans la circonscription de Gérone. Il devient député au parlement de Catalogne de 2015 à 2017. Il préside de 2018 à 2019 le Conseil consultatif pour la promotion d'un forum civique et social pour le débat constituant (ca).

## Biographie

### Enfance et débuts
Il est le second fils d'un médecin de village issu d'une famille de propriétaires terriens. Sa mère, éduquée dans les écoles de la bourgeoisie barcelonaise, initie ses deux fils à la musique sur sa propre guitare. Puis vient le piano. Lluis compose ses premières mélodies à six ou sept ans, mais pour la première vraie chanson il faut attendre 1965, Que feliç era, mare, dont il écrit la musique sur des paroles de son frère.
En 1967, il intègre le groupe Els Setze Jutges, dont il est la dernière recrue. De 1971 à 1976, sous la dictature franquiste, Lluís Llach quitte la Catalogne pour ce qu'il appelle du « tourisme pour motivations politiques ». Le 23 janvier 1973, l'entreprise nationale publique Radiotelevisión Española diffuse le programme musical en catalan Lluís Llach, filmé en noir et blanc et en couleur dans divers endroits de la province de Gérone. En exil, il s'installe à Paris où il débute doucement, le 21 janvier 1973, sa carrière française à l'Olympia.
En 1975, il est condamné à une amende de 100 000 pesetas après avoir donné des représentations au « Palau de la Musica ». Il est alors totalement interdit de concert en Catalogne.
Au décès de Franco, l'année 1976 marque son retour en Catalogne, fêté par un grand concert donné au Palais des Sports de Barcelone.

### Années 1980–1990
En 1985, il perd sa mère et lui dédie un message d'amour que l'on retrouve dans son album Maremar. Le 6 juillet 1985, Lluís Llach donne un concert mythique au Camp del Barça devant un public de 100 000 personnes : un événement tout à fait exceptionnel et rarement égalé par un artiste européen.
Dans les années 1980, il se lance une première fois en politique, avec un petit parti nationaliste catalan de gauche.

### Parcours politique

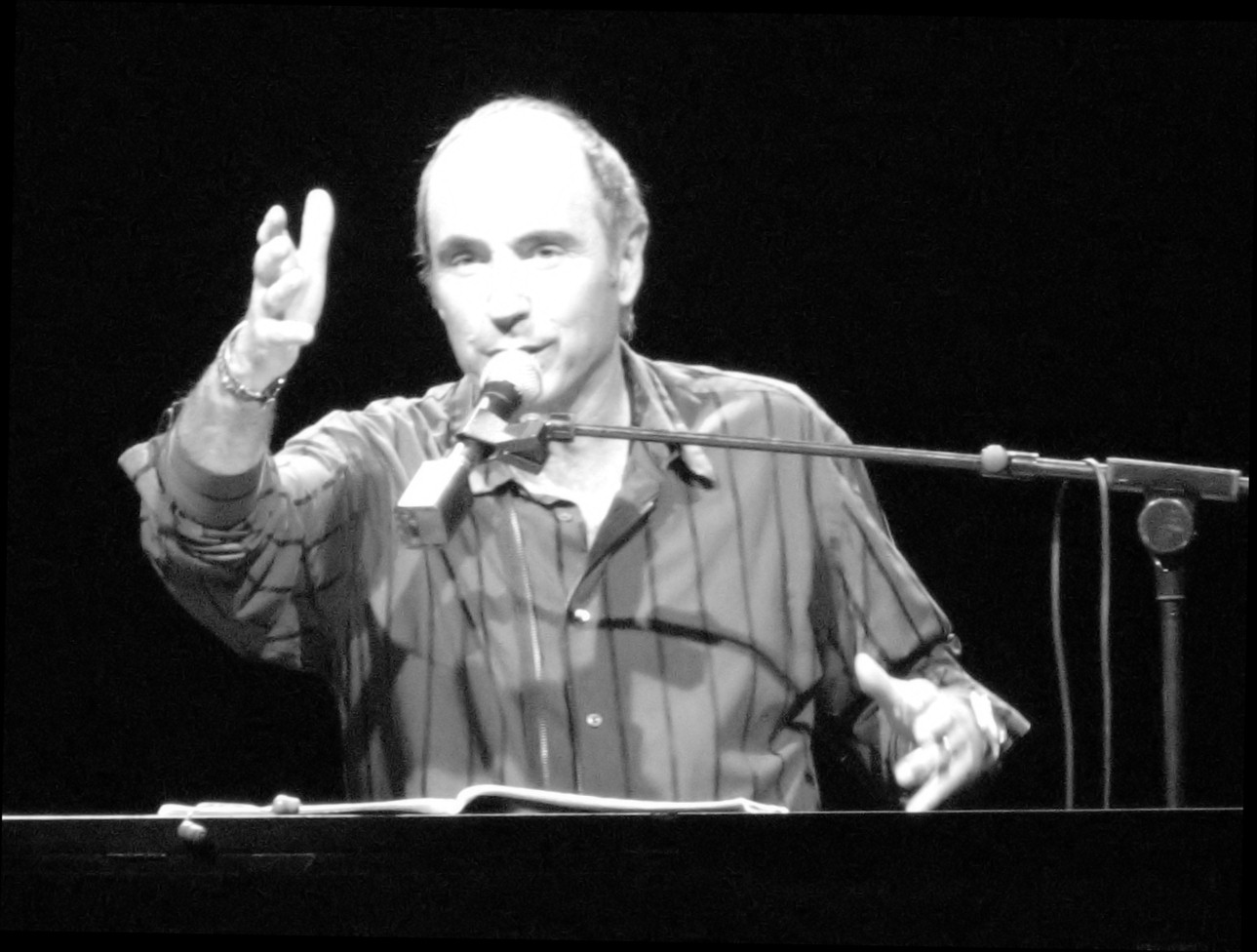
Lluís Llach en 2006.

Il met fin à sa carrière artistique en 2006, après 29 albums, plusieurs de musiques de films (Salvador (Puig Antich)), des duos avec des grands noms de l'opéra, tels que José Carreras, des concerts géants ou intimistes dans des salles réputées telles le Palau San Jordi à Barcelone ... « Par respect pour [s]on public », qu'il veut quitter dans la « plénitude de la forme physique, sans maladie, ni faiblesse vocale », il effectue à cette occasion une série de concerts dont une soirée à l'Olympia de Paris le 22 novembre 2006, et un ultime concert le 24 mars 2007, à Verges, le village où il a passé son enfance. Toutefois, il n'exclut pas par la suite des présentations ponctuelles avec son piano dans des petits théâtres.
Le 16 avril 2011, il donne un récital en plein air à Valence pour soutenir la chaîne catalane TV3 qui ne peut plus émettre au Pays valencien.
À l'occasion des élections générales espagnoles de 2011, il soutient, avec d'autres membres de la société civile et du monde associatif, la plateforme Catalunya sí, une association qui demande l'indépendance de la Catalogne à travers le parti Gauche républicaine de Catalogne.
Lors des élections au Parlement de Catalogne de 2015, il est tête de liste de Ensemble pour le oui (JxSí) dans la circonscription de Gérone. Il est élu député au Parlement de Catalogne avec dix de ses colistiers. Au Parlement, il est élu président de la commission d'étude du processus constituant en mars 2016, après le décès de Muriel Casals. Il soutient le référendum de 2017 sur l'indépendance de la Catalogne.
Le 29 février 2020, il est présent au meeting de Carles Puigdemont, ancien président de la Généralité de Catalogne, en exil, au parc des expositions de Perpignan. Il y chante Venim del Nord, Venim del Sud.
Il maintient une activité parallèle de vigneron.
Le 1er juin 2024, il est élu président de l'Assemblée nationale catalane.

## Œuvre et influences
Même s'il dépend d'arrangeurs comme Manel Camp ou Carles Cases dans ses premiers enregistrements, Llach a su évoluer de chansons basiques à des pièces d'une grande complexité harmonique et mélodique. Guitariste autodidacte, lorsqu'il s'accompagne à la guitare, il se limite à ponctuer ses chansons avec des accords simples. En revanche, comme pianiste, il montre une très bonne connaissance de la tradition de la chanson culte de Schubert à Hahn avec touches de Satie (Nounou) et ses contemporains catalans comme Mompou et Manuel Blancafort (A la taverna del mar). Llach a utilisé des patrons de salsa pour le piano (Terra), des modulations en bloc d'un ton (El jorn dels miserables) et des progressions jazzistiques (Cançó d'amor a la llibertat). Quelques chansons des débuts montrent une influence des danses baroques (Laura, Jo sé, Vinyes verdes vora el mar) et des phrases en ostinato (Non, Somniem). Parmi ses influences comme chanteur, Llach se plaît à citer Mahalia Jackson et Jacques Brel.
Ses paroles évoluent aussi des thèmes romantiques et appels à l'action de la jeunesse vers des cycles programmatiques de chansons et une fine ironie politique. La mer ainsi qu'une attitude positive et courageuse face à la mort inévitable sont des thèmes récurrents. Llach a mis en musique des poèmes de Constantin Cavafy, Marius Torres, Josep Maria de Sagarra, Pere Quart et, surtout, de son ami Miquel Martí i Pol.
Llach s'est produit aussi comme baryton classique, notamment avec une série de représentations du Requiem de Gabriel Fauré.
Pour éviter d'être censuré, dans sa chanson La gallineta, il fait dire à la poule « vive la révulsion » au lieu de « vive la révolution »[réf. nécessaire].

### L'Estaca
Il est l'auteur de la chanson L'Estaca, connue pour avoir été l'hymne officieux catalan de résistance au franquisme et souvent reprise.
L'Estaca a fait l'objet de reprises en France par Serge Utgé-Royo, Zebda, les Femmouzes T., Jean-Bernard Plantevin, le chanteur occitan Patric, en corse par le groupe I Chjami Aghjalesi sous le titre de Catena (« La Chaîne »), le groupe El Comunero dans leur album Sigue Luchando et le groupe Karpatt ainsi que de traductions en français par le chanteur engagé Marc Ogeret, sous le titre l'Estaque et de Marc Robine, sous le titre Le Pieu), en picard par Daniel Barbez sous le titre El piquet et dans le monde (notamment en Pologne par Solidarność), en breton sous le titre Ar Peul (en français Le Pieu) par Thierry Gahinet ,. Enfin, L'estaca est chantée aussi sous le titre Lo pal en occitan par le groupe piémontais Lou Dalfin avec un accompagnement de style rock. La chanson se trouve dans l'album Gibous, bagase e bandì.
Si L'Estaca reste la chanson de Luis Llach la plus souvent reprise, plusieurs artistes s’intéressent aussi aux autres titres de son répertoire : en 1995, dans son récital Vivre Libre, Catherine Ribeiro adapte La Lluna en français ;  en 2008, le chanteur catalan Manui Guix lui consacre entièrement son album Onze Llachs ; dans l'album Celui qui marche paru en 2012, Guillaume Lopez interprète Venim del Nord, Venim del Sud en duo avec Eric Fraj.

## Discographie
- 1968 : Els èxits de Lluís Llach
- 1970 : Ara i aquí
- 1972 : Com un arbre nu
- 1973 : Lluís Llach a l'Olympia
- 1974 : I si canto trist
- 1975 : Viatge a Ítaca
- 1976 : Barcelona. Gener de 1976
- 1977 : Campanades a morts
- 1978 : El meu amic el mar
- 1979 : Somniem
- 1980 : Verges 50
- 1982 : I amb el somriure, la revolta
- 1984 : T'estimo
- 1985 : Maremar
- 1985 : Camp del Barça, 6 de Juliol de 1985[20]
- 1986 : Astres
- 1988 : Geografia
- 1990 : La forja de un rebelde
- 1991 : Torna aviat
- 1992 : Ara, 25 anys en directe
- 1993 : Un pont de mar blava
- 1993 : A Bigi, perquè el ballis
- 1994 : Rar
- 1995 : Porrera -Món-[20]
- 1997 : Nu
- 1998 : 9
- 2000 : Temps de revoltes[20]
- 2002 : Jocs
- 2004 : Poetes
- 2006 : i[20]
- 2007 : Verges 2007

## Ouvrages
- Les Yeux fardés, Actes Sud, 2015 ((ca) Memòria d'uns ulls pintats, 2012), trad. Serge Mestre – Prix Méditerranée étranger 2016[21].
- (ca) Estimat Miquel, 2014
- Les Femmes de la Principal, Actes Sud, 2017 ((ca) Les dones de la Principal, 2014), trad. Serge Mestre,  (ISBN 978-2-330-07830-0)
- Le Théâtre des merveilles, Actes Sud, 2019 ((ca) El noi del Maravillas, 2017), trad. Serge Mestre,  (ISBN 978-2-330-12132-7)
- (ca) Escac al destí, 2020